# Nevill Ground
Il Nevill Ground è uno stadio di cricket a Royal Tunbridge Wells, Inghilterra. Ha ospitato una One Day International durante la Coppa del Mondo di cricket 1983. Il Nevill Ground è riconoscibile per avere dei cespugli di rododendri attorno al campo.